# MIM-104 패트리어트

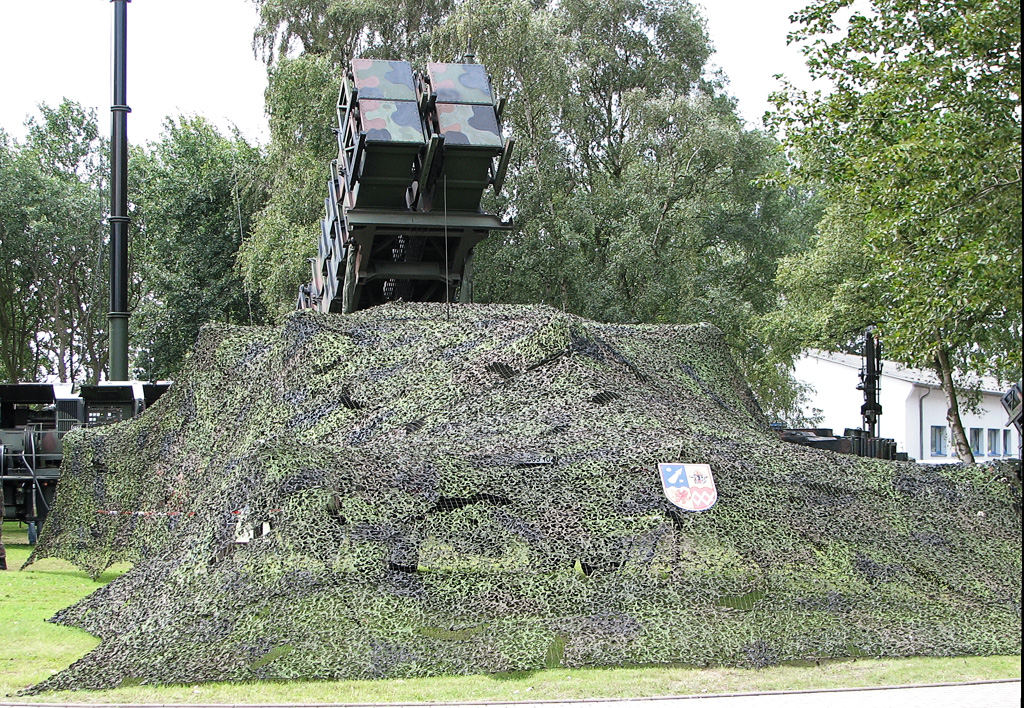
PAC-2는 발사대 하나당 4발이 탑재된다.

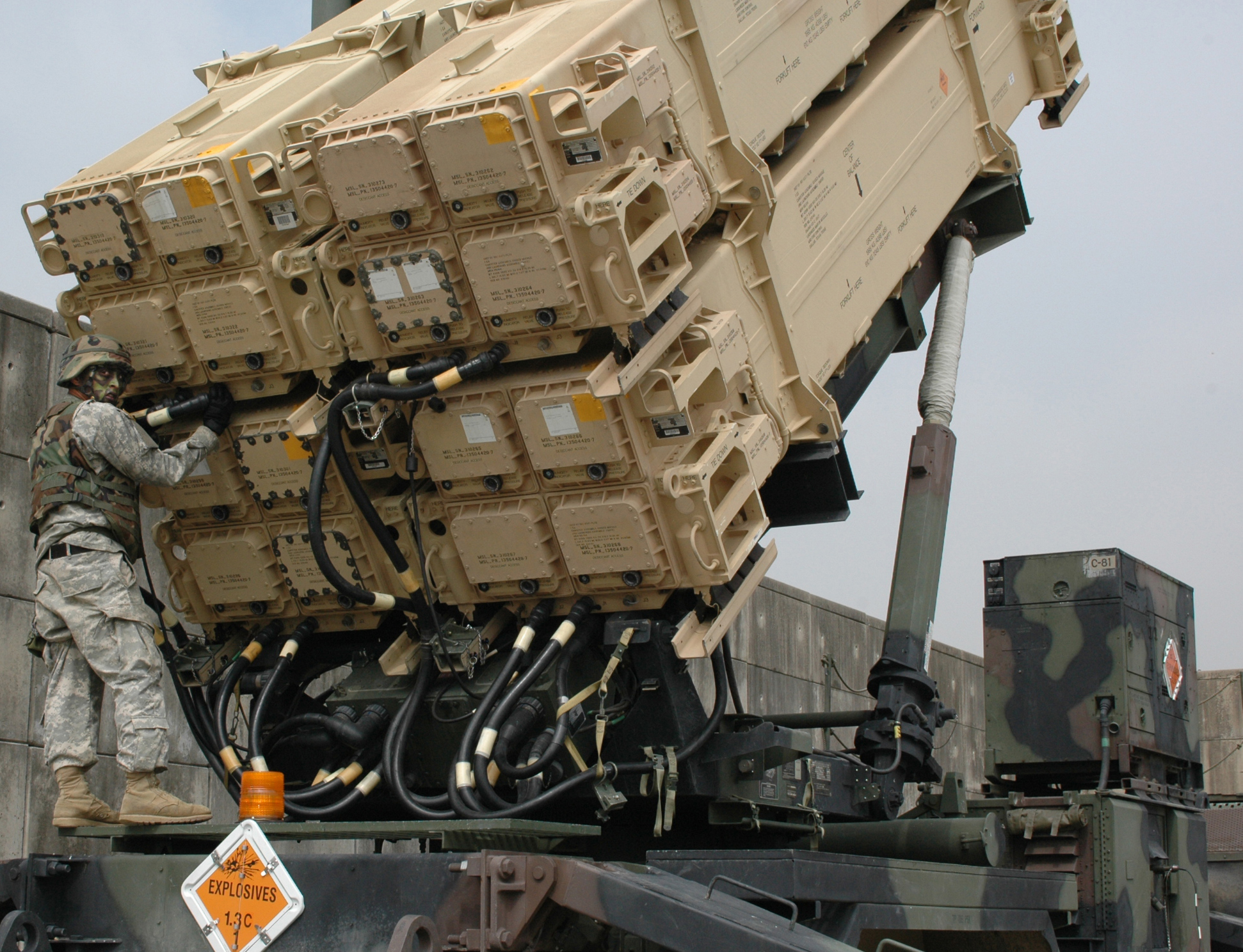
PAC-3는 발사대 하나당 16발이 탑재된다.

MIM-104 패트리어트(영어: MIM-104 Patriot)는 미국의 레이시온사가 개발, 생산하는 지대공 미사일 시스템이다. 무기 시스템의 레이더 구성 요소에서 이름을 따왔다. 시스템의 핵심에 있는 AN/MPQ-53은 "표적을 요격하는 위상 배열 추적 레이더"로 알려져 있으며, 이는 "패트리엇"의 배경어입니다. 1984년 패트리엇 시스템은 나이키 허큘리스 시스템을 미 육군의 주요 고중고방공(HIMAD) 시스템으로, MIM-23 호크 시스템은 미 육군의 중전술 방공 시스템으로 대체하기 시작했다. 이러한 역할 외에도 패트리엇은 미 육군의 탄도 미사일(ABM) 시스템에서 기능을 부여받았다. 2016년 기준으로 이 시스템은 최소 2040년까지 실전 배치될 것으로 예상된다.
단순한 항공기 격추용 지대공 미사일(SAM)이 아니라 종말 단계에 있는 적성국의 미사일을 요격할 수 있는 탄도탄 요격 미사일(ABM)이다. 미국 육군과 여러 나라에서 사용 중이다. 이에 추가하여, 패트리어트는 미 육군의 ABM 플랫폼으로 역할을 수행한다. 현재는 ABM이 주된 용도이다. 이에 대응하는 러시아의 지대공 유도탄은 S-300, S-400이다.
패트리어트는 첨단 공중 요격 미사일과 고성능 레이더 시스템을 사용합니다. 패트리어트는 이전에 세이프가드 ABM 시스템과 그 부품인 스파르탄 및 극초음속 스프린트 미사일을 개발했던 앨라배마 헌츠빌의 레드스톤 아스널에서 개발되었다. 패트리어트의 상징은 혁명 전쟁 시대의 미니트맨을 그린 것입니다.
MIM-104 패트리어트는 널리 수출되었다. 패트리어트는 미국 국방부(DoD)에서 전투에서 치명적인 자율성을 사용한 최초의 전술 시스템 중 하나입니다. 이 시스템은 2003년 이라크 전쟁에서 이라크 미사일에 대해 성공적으로 사용되었으며, 사우디아라비아와 아랍에미리트 군대가 후티 미사일 공격에 대한 예멘 분쟁에서 사용하기도 했다. 패트리어트 시스템은 이스라엘 방공사령부의 서비스로 최초로 반박의 여지가 없는 적기 격추를 달성했다. 이스라엘 MIM-104D 포대는 2014년 8월 보호 경계 작전 동안 하마스의 무인기 두 대를 격추시켰고, 2014년 9월 이스라엘 패트리어트 포대는 골란 고원의 영공을 침투한 시리아 공군 수호이 Su-24를 격추하여 시스템 최초로 알려진 승무원 적기 격추를 달성했다.

## 소개
패트리엇 이전에, 레이시온은 FABMDS (야전군 탄도미사일 방어 시스템), AADS-70 (육군 방공 시스템 – 1970), SAM-D (지대공 미사일 – 개발)를 포함한 여러 지대공 미사일 프로그램에 참여했다. 1975년, SAM-D 미사일은 화이트 샌즈 미사일 사거리에서 성공적으로 무인기와 교전했다. 1976년, 그것은 패트리엇 방공 미사일 시스템으로 이름이 바뀌었다. MIM-104 (이동식 요격 미사일 104) 패트리엇은 MPQ-53 패시브 전자 스캔 배열 레이더와 궤도 통과 미사일 유도를 포함한 여러 신기술을 결합했다.
이 시스템의 본격적인 개발은 1976년에 시작되었고 1984년에 배치되었다. 패트리엇은 처음에는 대공 시스템으로 사용되었다. 1988년에 PAC-1로 지정된 전술탄도미사일(TBM)에 대한 제한된 기능을 제공하는 업그레이드를 받았다. PAC-3로 지정된 제조업체 록히드 마틴의 가장 최근의 업그레이드는 거의 전면적인 시스템 재설계로, 처음부터 전술탄도미사일에 관여하고 파괴하기 위한 것입니다. 육군은 통합전투지휘체계(IBCS)를 사용하여 광범위한 방공구조로 연결되도록 설계될 통합 방공미사일방어체계의 일부로 패트리엇 시스템을 업그레이드할 계획입니다.

### 패트리엇 장비
패트리어트 시스템은 네 가지 주요 작전 기능을 가지고 있다: 통신, 지휘 및 통제, 레이더 감시 및 미사일 유도. 네 가지 기능이 결합되어 조정되고 안전하며 통합된 이동식 방공 시스템을 제공합니다.
패트리엇 시스템은 모듈식이고 매우 이동성이 좋다. 배터리 크기의 요소는 한 시간 이내에 설치할 수 있다. 화재 통제 구역(레이더 세트, 교전 통제소, 안테나 마스트 그룹, 전력 발전소)과 발사기로 구성된 모든 구성 요소는 트럭 또는 트레일러에 장착됩니다. 레이더 세트와 발사기(미사일이 장착된)는 M860 세미 트레일러에 장착되며, 이는 Oshkosh M983 HEMTT에 의해 견인됩니다.
미사일 재장전은 뒤쪽에 Hiab 크레인이 있는 M985 HEMTT 트럭을 사용하여 수행됩니다. 이 크레인은 일반 M977 HEMTT 및 M985 HEMTT 화물 차체 트럭에서 볼 수 있는 표준 그로브 크레인보다 큽니다. GMT(Guided Missile Transport)로 알려진 크레인 트럭은 발사대에서 사용 후 미사일 용기를 제거하고 새로운 미사일로 대체합니다. 크레인은 보관되지 않을 때 HEMTT의 높이를 거의 두 배로 늘리기 때문에 승무원들은 비공식적으로 그것을 "스카피온 테일"이라고 부릅니다. 일반 크기의 크레인이 있는 표준 M977 HEMTT는 때때로 LRPT(Large Repair Parts Transport)라고 불립니다.
패트리엇 배터리의 핵심은 화재 통제 구역으로, AN/MPQ-53 또는 -65/65A 레이더 세트(RS), AN/MSQ-104 또는 -132 교전 통제소(ECS), OE-349 안테나 마스트 그룹(AMG), EPP-III 전력 발전소(EPP)로 구성되어 있다. 시스템의 미사일은 최대 4기의 PAC-2 미사일을 탑재할 수 있는 M901 발사대(LS), 16기의 PAC-3 미사일을 탑재한 M902 LS, 또는 PAC-2, PAC-3, MSE/SkyCeptor 미사일을 다양한 조합으로 탑재할 수 있도록 구성될 수 있는 M903 LS로 구성되어 있다. 패트리엇 대대는 또한 JTIDS 또는 MIDS 네트워크에 대한 대대 및 업링크 패트리엇의 발사를 조정하도록 설계된 지휘소인 ICC(Information Coordination Central)를 갖추고 있다.

### AN/MPQ-53, -65 및 -65A 레이더 세트

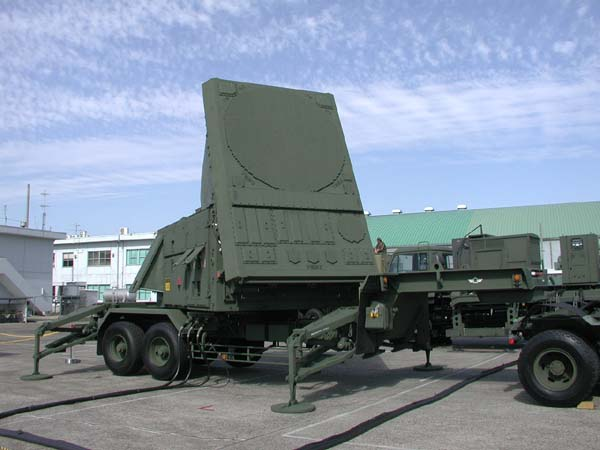
AN/MPQ-53 레이다 세트. 동그란 무늬가 페이즈드 어레이 레이다 주요부분으로서, 은화 달러 크기의 소자 5천개 이상으로 이루어져 있다. 일본 항공자위대 사진

AN/MPQ-53/65 레이더 세트는 IFF, ECCM(전자 대책) 및 TVM(트랙-비아-미사일) 유도 하위 시스템을 갖춘 수동형 전자 스캔 배열 레이더입니다. AN/MPQ-53 레이더 세트는 PAC-2 장치를 지원하는 반면 AN/MPQ-65 레이더 세트는 PAC-2 장치와 PAC-3 장치를 지원합니다. 이 두 레이더의 주요 차이점은 -65 레이더에 향상된 검색, 탐지 및 추적 기능을 제공하는 두 번째 전파 튜브 (TWT)가 추가되었다는 것입니다. 레이더 안테나 어레이는 초당 몇 번 레이더 빔을 "편향"하는 5,000개 이상의 요소로 구성되어 있다.
레이더 안테나 어레이에는 IFF 문의자 서브시스템, TVM 어레이, 그리고 레이더에 영향을 미칠 수 있는 간섭을 줄이기 위해 설계된 작은 어레이인 SLC (Sidelobe Canceller)가 포함되어 있다. 패트리엇의 레이더는 "탐지-투-킬" 시스템이라는 점에서 다소 특이한데, 이는 단일 장치가 모든 검색, 식별, 추적 및 교전 기능을 수행한다는 것을 의미합니다. 대조적으로 대부분의 다른 SAM 시스템은 목표물을 탐지하고 교전하는 데 필요한 모든 기능을 수행하기 위해 여러 개의 다른 레이더가 필요합니다.
패트리엇의 평면 위상 배열 레이더에 의해 만들어진 빔은 움직이는 접시에 비해 상대적으로 좁고 민첩성이 매우 뛰어납니다. 이러한 특성은 레이더에 탄도 미사일과 같은 작고 빠른 목표물이나 스텔스 항공기나 순항 미사일과 같은 낮은 레이더 단면 목표물을 탐지할 수 있는 능력을 제공합니다. 패트리엇의 레이더의 힘과 민첩성은 또한 ECM, 레이더 방해, RWR 장비 사용 등을 포함한 대응책에 매우 강합니다. 패트리엇은 방해에 저항하기 위해 주파수를 빠르게 변경할 수 있습니다. 하지만 레이더는 "사각지대"로 인해 어려움을 겪을 수 있다.
미 육군은 패트리엇 시스템의 레이더 구성 요소에 대한 업그레이드를 계획하고 있다. 2017년에 패트리엇은 더 큰 사거리와 더 선명한 식별력을 갖춘 새로운 AESA(Active Electronic Scanned Array) 레이더를 받았다. 주요 질화갈륨(GaN) 기반 AESA 어레이는 9피트 × 13피트(2.7m × 4.0m) 크기로, 현재 안테나를 볼트 온으로 대체하여 주요 위협을 향해 있으며, 두 개의 새로운 후면 패널 어레이는 메인 어레이의 4분의 1 크기이며 시스템을 뒤와 옆을 바라보게 하여 360도 커버리지를 제공합니다. GaN AESA 레이더는 유지 보수 비용도 50% 저렴합니다. 많은 렌즈를 통해 단일 송신기를 비추는 대신 GaN 어레이는 각각 고유 제어 기능을 갖춘 많은 소형 송신기를 사용하여 유연성을 높이고 일부 송신기가 작동하지 않더라도 작동할 수 있다.
2017년 10월, 미 육군은 레이시온의 LTAMDS(Lower-Tier Air and Missile Defense System) 레이더가 패트리어트 시스템의 새로운 레이더로 선정되었다고 발표했다. 주로 탄도 미사일을 탐지하기 위해 한 번에 한 부분의 하늘만 볼 수 있었던 이전의 레이더와 달리, LTAMDS는 저공비행과 기동 드론과 순항 미사일을 탐지할 수 있는 360도 커버리지를 가지고 있다. 디자인은 두 개의 작은 배열이 측면에 있는 하나의 큰 메인 배열을 가지고 있으며, 메인 패널은 여전히 고공 위협에 초점을 맞추고 있으며, 이전 레이더 세트의 절반 크기인 측면 패널은 상당한 거리에서 더 느린 위협을 감지할 수 있다. 레이시온은 2022년에 서비스를 시작할 첫 6대의 레이더를 건설하는 데 3억 8,300만 달러의 계약을 체결했다.
LTAMDS는 질화갈륨(GaN)을 이용한 C 밴드 AESA 레이더이다.
일본 정부는 기존 PAC-3의 일부를 개량하고 미군이 배치할 예정인 패트리엇용 신형 레이더 'LTAMDS'를 도입할 계획이다. 신형 레이더는 탐지거리가 기존 레이더의 몇 배에 달해 변칙궤도로 고속 비행하는 미사일도 식별할 수 있기 때문에 극초음속 미사일 요격률이 높아질 것으로 일본 정부는 기대하고 있다.
미국 전략국제문제연구소(CSIS) 미사일 방어프로그램 이언 윌리엄스 부국장은 “따라서 (한미 당국은) 한반도 360도에 대한 미사일 방어 역량을 갖추고 대잠작전 역량도 확충해야 한다”고 충고했다. 120도 범위로 북쪽만 보는 기존의 사드 미사일의 레이더 대신 360도 감시가 가능한 차세대 레이더(LTAMDS)를 도입하는 방안도 제안했다. 이 레이더는 향후 패트리어트 미사일 체계에 장착될 것이라고 한다.
|          | AN/MPQ-53 | AN/MPQ-65 | LTAMDS        | 천궁 MFR 블록1 | 천궁 MFR 블록2 | 천궁 MFR 블록3 |
| 유형     | PESA      | PESA      | AESA          | PESA           | PESA           | AESA           |
| 주파수   | C 밴드    | C 밴드    | C 밴드        | X 밴드         | X 밴드         | X 밴드         |
| 전파출력 | 100 kw    | -         | -             | -              | -              | -              |
| 반도체   | -         | -         | 질화갈륨(GaN) | -              | -              | 질화갈륨(GaN)  |
| 탐지거리 | 68 km     | 100 km    | 100 km        | 100 km         | 100 km         | 100 km         |
| 탐지방향 | 120도     | 120도     | 360도         | 360도          | 360도          | 360도          |
| 냉각방식 | -         | -         | -             | 공냉식         | 공냉식         | 수냉식         |

### AN/MSQ-104 및 -132 결합 제어 스테이션
AN/MSQ-104 또는 AN/MSQ-132 교전 제어 스테이션(ECS)은 패트리엇 발사 배터리의 신경 중심으로 개당 약 600만 달러의 비용이 듭니다. ECS는 M927 5톤 화물 트럭의 침대 또는 LMTV(Light Medium Tactical Vehicle) 화물 트럭의 침대에 장착된 대피소로 구성됩니다. ECS의 주요 하위 구성 요소는 무기 제어 컴퓨터(WCC), 데이터 링크 터미널(DLT), UHF 통신 어레이, 라우팅 로직 무선 인터페이스 장치(RLRIU) 및 시스템의 인간 기계 인터페이스 역할을 하는 2인용 스테이션입니다. ECS는 공기 조절, 가압(화학적/생물학적 공격에 저항) 및 전자기 펄스(EMP) 또는 기타 전자기 간섭으로부터 차폐됩니다. ECS에는 음성 통신을 용이하게 하기 위해 여러 개의 SINKGARS 라디오도 포함되어 있다.
WCC는 패트리엇 시스템 내의 메인 컴퓨터입니다. 이 컴퓨터는 오퍼레이터 인터페이스를 제어하고 미사일 요격 알고리즘을 계산하며 제한된 고장 진단을 제공합니다. 고정 및 부동 소수점 기능을 갖춘 24비트 병렬 군사화 컴퓨터로 설계되었으며 최대 클럭 속도 6MHz로 작동하는 멀티프로세서 구성으로 구성되었다. 이는 현대의 개인용 컴퓨터와 비교하여 매우 제한된 처리 능력을 나타내므로 패트리엇의 사용 수명 동안 컴퓨터가 여러 번 업그레이드되었다. 2013년에 출시된 최신 변종은 성능이 몇 배나 향상되었다.
DLT는 ECS와 Patriot's Runching Station을 연결합니다. 그것은 ECS와 발사대 사이에 암호화된 데이터를 전송하기 위해 SINKGARS 라디오 또는 광섬유 케이블을 사용합니다. DLT를 통해 시스템 운영자는 원격으로 발사대를 배치, 슬루 또는 보관하고 발사대 또는 미사일에 대한 진단을 수행하고 미사일을 발사할 수 있다.
UHF 통신 어레이는 세 개의 UHF 라디오 "스택"과 관련 패치 및 암호화 장비로 구성됩니다. 이 라디오는 자매 패트리엇 배터리와 관련 ICC 사이에 UHF "샷"을 만드는 데 사용되는 OE-349 안테나 마스트 그룹의 안테나에 연결됩니다. 이것은 ICC가 하위 발화 배터리의 제어를 중앙 집중화할 수 있도록 하는 안전한 실시간 데이터 네트워크(PADIL, Patriot Data Information Link로 알려져 있음)를 만듭니다.
RLRIU는 ECS로 들어오는 모든 데이터에 대한 기본 라우터의 역할을 합니다. RLRIU는 사격 배터리에 대대 데이터 네트워크의 주소를 주고 대대 전체에서 데이터를 송수신합니다. 또한 WCC에서 DLT로 들어오는 데이터를 "번역"하여 발사대와의 통신을 용이하게 합니다.
패트리엇의 승무원 스테이션들은 맨스테이션 1과 3 (MS1과 MS3)이라고 불립니다. 이것들은 패트리엇 운영자들이 시스템과 인터페이스하는 스테이션들입니다. 맨스테이션들은 다양한 스위치 표시기들에 의해 둘러싸인 단색 (녹색과 검은색) 화면으로 구성됩니다. 각각의 맨스테이션들은 또한 전통적인 쿼티 키보드와 PC 마우스처럼 작동하는 작은 조이스틱인 등각 스틱을 가지고 있다. 그 시스템이 작동되는 것은 이러한 스위치 표시기들과 패트리엇 사용자 인터페이스 소프트웨어를 통해서입니다. 더 새로운 업그레이드들로, 운영자의 단색 화면과 물리적인 스위치들은 두 개의 30인치 (760mm) 터치스크린 LCD와 두 스테이션들 모두에서 표준 키보드/마우스로 대체되었다.

### OE-349 안테나 마스트 그룹
OE-349 안테나 마스트 그룹(AMG)은 M927 5톤 화물 트럭에 장착되어 있다. 그것은 원격으로 조종되는 마스트에 두 쌍으로 4kW 안테나 4개를 포함합니다. AMG를 배치하면 0.5도 롤과 10도 크로스 롤을 초과할 수 없다. 안테나는 방위각으로 제어할 수 있으며, 마스트는 지상에서 100피트 11인치(30.76m)까지 상승할 수 있다. 각 안테나 쌍의 바닥에는 안테나와 공동 위치한 대피소에 있는 라디오와 관련된 두 개의 고출력 증폭기가 장착되어 있다.
ECS와 ICC가 PADIL 네트워크를 만들기 위해 각각의 UHF "샷"을 보내는 것은 이러한 안테나를 통해서입니다. "피드 혼"을 수직 또는 수평 위치로 조정함으로써 각 샷의 극성을 변경할 수 있다. 이것은 지형 장애물이 신호를 가릴 수 있을 때 그들이 의도한 목표에 도달하는 통신 샷의 더 많은 가능성을 가능하게 합니다.

### EPP-III 발전기
EPP-III 디젤-전력 발전소 (EPP)는 ECS와 레이더의 전원입니다. EPP는 배전 장치를 통해 상호 연결된 400헤르츠의 3상 발전기인 150킬로와트 디젤 엔진 두 개로 구성되어 있다. 발전기는 트레일러 또는 개조된 M977 HEMTT에 장착됩니다. 각 EPP에는 두 개의 100 갤런(380L) 연료 탱크와 접지 장비가 있는 연료 배전 어셈블리가 있다. 각 디젤 엔진은 연료 탱크를 가득 채우면 8시간 이상 작동할 수 있다. EPP는 발전기 옆의 릴에 저장된 케이블을 통해 레이더와 ECS에 전력을 전달합니다. ECS를 통해 연결된 케이블을 통해 AMG에 전력을 공급합니다.

### M901/902/903 발사대
M90x 발사대는 원격으로 운영되는 독립형 장치입니다. ECS는 광섬유 또는 VHF(SINCGARS) 데이터 링크를 통해 각 발사대의 DLT를 통해 발사대의 작동을 제어합니다.
일체형 레벨링 장비는 최대 10도의 경사면에 배치할 수 있다. 각 발사대는 방위로 훈련 가능하며 고정된 높은 발사 위치로 상승합니다. 발사 전 발사대를 정확하게 조준할 필요가 없으므로 시스템 반응 시간에 추가 지연이 발생하지 않습니다. 각 발사대는 데이터 링크를 통해 ECS에 상세한 진단을 제공할 수 있다.
발사대에는 발사대 발전기 세트, 발사대 전자 모듈(LEM), 발사대 역학 어셈블리(LMA), 발사대 상호 연결 그룹(LIG)의 네 가지 주요 장비 하위 시스템이 포함되어 있다. 발전기 세트는 발사대에 전원을 공급하는 15kW, 400Hz 발전기로 구성됩니다. LEM은 ECS의 데이터 링크를 통해 요청된 발사대 작업의 실시간 구현에 사용됩니다. LMA는 발사대의 플랫폼과 미사일을 물리적으로 구축하고 회전시킵니다. LIG는 발사대 미사일 발사대에 미사일을 연결합니다.

### 패트리어트 미사일
최초로 개발된 미사일은 MIM-104A "스탠다드"입니다. 이것은 오로지 항공기와의 교전에만 최적화되어 탄도 미사일에 대한 능력이 매우 제한적이었다. 이것은 사거리가 70 km (43 mi) 이었고, 속도는 마하 2를 초과했다. MIM-104B "안티스탠드오프 방해꾼" (ASoJ)은 ECM 발사체를 찾아 파괴하기 위해 설계된 미사일입니다.
MIM-104C PAC-2 미사일은 탄도 미사일 교전에 최적화된 첫 번째 패트리엇 미사일입니다. GEM 계열의 미사일(MIM-104D/E)은 PAC-2 미사일을 더욱 개량한 것입니다. PAC-3 미사일은 Ka 밴드의 능동 레이더 탐색기를 특징으로 하는 새로운 요격 수단으로, 표적 근처에서 폭발하여 파편으로 파괴하는 이전의 요격 수단과 탄도 미사일에 대한 치사율을 획기적으로 높인 여러 가지 개선된 방법과 대조적으로, "히트 투 킬" 요격 수단을 사용합니다. 이러한 다양한 종류의 미사일에 대한 구체적인 정보는 "변종" 섹션에서 논의됩니다.
이 중 처음 7발은 포대당 하나의 미사일로 구성된 더 큰 PAC-2 구성이며, 그 중 4발은 발사대에 배치할 수 있다. PAC-3 미사일 캐니스터는 4발의 미사일을 포함하고 있어서 16발을 발사대에 배치할 수 있다. 미사일 캐니스터는 운송 및 저장 용기와 발사관의 역할을 모두 합니다. 패트리엇 미사일은 공장을 떠날 때 "인증된 포대"라고 불리며, 발사 전 미사일에 대한 추가적인 유지보수가 필요하지 않습니다.
PAC-2 미사일은 길이가 5.8미터(19피트 0인치), 무게가 약 900킬로그램(2,000파운드)이며 고체 연료 로켓 모터에 의해 추진됩니다.

### 패트리엇 미사일 설계
PAC-2 계열의 미사일들은 모두 꽤 표준적인 디자인을 가지고 있는데, 단지 변형들 사이의 차이점은 특정한 내부 구성 요소들입니다. 그것들은 (앞에서 뒤로) 라돔, 유도 부분, 탄두 부분, 추진 부분, 그리고 제어 액추에이터 부분으로 구성됩니다.
라돔은 두께가 약 16.5 밀리미터(0.65 인치)인 슬립 캐스트 용융 실리카(slip cast fused silica)와 니켈 합금 팁(tip), 그리고 슬립 캐스트 용융 실리카에 결합되고 성형된 실리콘 고무 링에 의해 보호되는 복합 베이스 부착 링(composite base adaptation ring)으로 만들어집니다. 라돔은 미사일 및 마이크로파 창에 공기역학적 형상을 제공하고 RF 탐색기 및 전자 부품에 열 보호 기능을 제공합니다.
패트리엇 안내 섹션은 주로 모듈식 디지털 공수 안내 시스템(MDAGS)으로 구성됩니다. MDAGS는 발사부터 미드코스까지 필요한 모든 안내 기능을 수행하는 모듈식 미드코스 패키지와 터미널 안내 섹션으로 구성됩니다. TVM 시커는 안내 섹션에 장착되어 라돔으로 확장됩니다. 시커는 관성 플랫폼에 장착된 안테나, 안테나 제어 전자 장치, 수신기 및 송신기로 구성됩니다. 탄두 섹션의 앞쪽 부분에 위치한 모듈식 미드코스 패키지(MMP)는 안내 및 자동 조종 알고리즘을 계산하고 상주하는 컴퓨터 프로그램에 따라 조향 명령을 제공하는 항법 전자 장치와 미사일이 탑재된 컴퓨터로 구성됩니다.
안내 섹션 바로 뒤에 있는 탄두 섹션에는 근접 퓨징 탄두, 안전 및 무장 장치, 퓨징 회로 및 안테나, 링크 안테나 스위칭 회로, 보조 전자 장치, 관성 센서 어셈블리 및 신호 데이터 변환기가 포함됩니다.
추진 부분은 로켓 모터, 외부 열 차폐 장치, 두 개의 외부 도관으로 구성됩니다. 로켓 모터는 케이스, 노즐 어셈블리, 추진제, 라이너 및 단열재, 발열 점화기, 추진 무장 및 발사 장치를 포함합니다. 모터의 케이싱은 미사일 기체의 필수적인 구조 요소입니다. 이것은 기존의 케이스 결합 고체 로켓 추진제를 포함합니다.
CAS는 미사일의 뒷부분에 있다. 그것은 미사일 자동 조종 장치로부터 명령을 받고 핀을 배치합니다. 미사일 핀은 비행 중인 미사일을 조종하고 안정화시킵니다. 핀 서보 시스템은 핀을 배치합니다. 핀 서보 시스템은 유압 액추에이터와 밸브, 그리고 전기 유압 전원 장치로 구성됩니다. 전기 유압 전원은 배터리, 모터 펌프, 오일 저장고, 가스 압력 병, 그리고 축열기로 구성됩니다.

## 변형들
Standard, ASOJ/SOJC, PAC-2, PAC-2 GEM, GEM/C, GEM/T (or GEM+), and PAC-3(Erint)로 구분된다.

### PAC-2와 PAC-3 비교
| 구분                       | PAC-2                     | PAC-3                             |
| -------------------------- | ------------------------- | --------------------------------- |
| 길이 (m)                   | 5.31                      | 5.2                               |
| 날개폭 (cm)                | 84                        | 51                                |
| 직경 (cm)                  | 41                        | 25                                |
| 중량 (kg)                  | 900                       | 320                               |
| 속도 (마하)                | 4                         | 4                                 |
| 최고 고도 (m)              | 25,000                    | 25,000 ~ 30,000                   |
| 비행체 요격 사거리 (km)    | 70 ~ 160                  | 15 ~ 90                           |
| 탄토탄 요격 사거리 (km)    | 15 ~ 20km                 | 15 ~ 30 km                        |
| 유도방식                   | 세미 엑티브               | 엑티브                            |
| 추진방식                   | 고체연료                  | 고체연료                          |
| 추력편향                   | 없음                      | 있음                              |
| 직접 명중능력 (히트 투 킬) | 없음                      | 있음                              |
| 탄두 (kg)                  | M248 : 91 MIM-104C/D : 84 | 직접 충돌방식 + 11kg 파편고폭탄두 |

### 업그레이드
PAC-3 시스템 업그레이드는 2022년 현재 미국, 네덜란드, 독일, 일본, 이스라엘, 사우디아라비아, 쿠웨이트, 대만, 그리스, 스페인, 대한민국, 아랍에미리트, 카타르, 루마니아, 스웨덴, 폴란드, 바레인, 스위스 등 공중 및 미사일 통합 방어를 위해 패트리엇에 의존하는 모든 국가를 포함하는 국제 엔지니어링 서비스 프로그램(IESP)에 따라 계속되고 있다.
PDB 6 소프트웨어 업데이트는 2004년에 발표되었다. 이 업데이트를 통해 Configuration-3는 방사선 미사일 운반선, 헬리콥터, 무인 항공기 및 순항 미사일을 포함한 모든 유형의 표적을 구별할 수 있었다.
PDB 7 시스템 업그레이드는 2013년에 출시되었습니다. 디지털 신호 처리로 전환하여 레이더 검색 기능을 향상시켜 아날로그 회로에 비해 훨씬 나은 신뢰성과 30% 더 긴 범위를 제공합니다. 새로운 명령 및 제어 컴퓨터의 처리 능력은 몇 배 더 높다. 하드 와이어 버튼이 있는 오퍼레이터의 단색 CRT 디스플레이는 두 개의 30인치(760mm) 컬러 터치스크린 LCD 모니터로 대체되었다.
PAC-3 미사일 부분 강화 (MSE) 업그레이드는 2015년에 실시되었다. 그것은 새로운 지느러미 디자인과 더 강력한 로켓 엔진을 포함합니다.
2017년 AN/MPQ-65 레이더는 수동형 송신기 배열을 가진 기존의 주행파 튜브 대신 능동형 전자 스캔 배열(AESA) 고체 질화 갈륨(GaN) 송신기로 업그레이드되었습니다. 새로운 레이더는 AN/MPQ-65A로 재설계되었다. 그것은 360도 범위를 제공하는 볼트 온 교체 안테나 배열과 두 개의 더 작은 후면 패널 배열을 포함합니다.
2018-2023년 동안 Raytheon Company는 미국 육군의 현대화 작업 명령에 따라 시스템을 더욱 개선하여 Configuration-3+을 달성할 예정입니다. 이 주문에는 Patriot 파트너 국가의 자금 지원을 받아 총 계약 상한액이 23억 달러 이상인 연간 5개의 무기한 납품/무기한 수량 작업 주문 상이 포함됩니다. 최초의 2억 3,500만 달러 상은 2018년 1월에 할당되었다.
2018년에 출시된 PDB 8 업그레이드에는 MSE 기능을 지원하는 재설계된 화재 통제 컴퓨터, 처리 능력이 향상된 새로운 무기 통제 컴퓨터, 레이더 검색 및 표적 탐지 및 식별에 대한 소프트웨어 향상이 포함되어 있어 우호적인 화재 사고를 줄일 수 있습니다. 최신 PDB 8.1 소프트웨어는 2019년에 테스트를 시작했으며 2023년까지 운영 상태에 도달할 것입니다. 지형과 영공을 렌더링하기 위해 3D 그래픽을 사용하는 WMI(Warfighter Machine Interface)에 라는 이름의 개편된 게임 스타일 GUI를 추가했다.
향후 패트리엇 시스템에 대한 업그레이드에는 새로운 고스트아이 레이더(이전의 Lower Tier Air and Missile Defense Sensor 또는 LTAMDS)가 포함되며, 이 레이더는 패트리엇의 고스트아이, AN/MPQ-53 및 AN/MPQ-65/65A 레이더와 AN/MPQ-64 센티넬 및 AN/TPS-80 G/ATOR, 고스트아이 MR(NASAMS), MEADS의 MFCR 및 SR, AN/SPY-1 및 AN/SPY-6(Aegis BMD), AN/TPY-2(사드 및 GMD) 및 AN/APG-81(F-35 라이트닝 II) 레이더를 통합합니다.

## 패트리어트의 포대 구성
- 패트리어트2 : 발사기 8기 x 발사관 4관
- 패트리어트3 mse : 발사기 8기 x 발사관 8관 ior 16관
- 사드 : 발사기 6기 x 발사관 8관

## 사용국

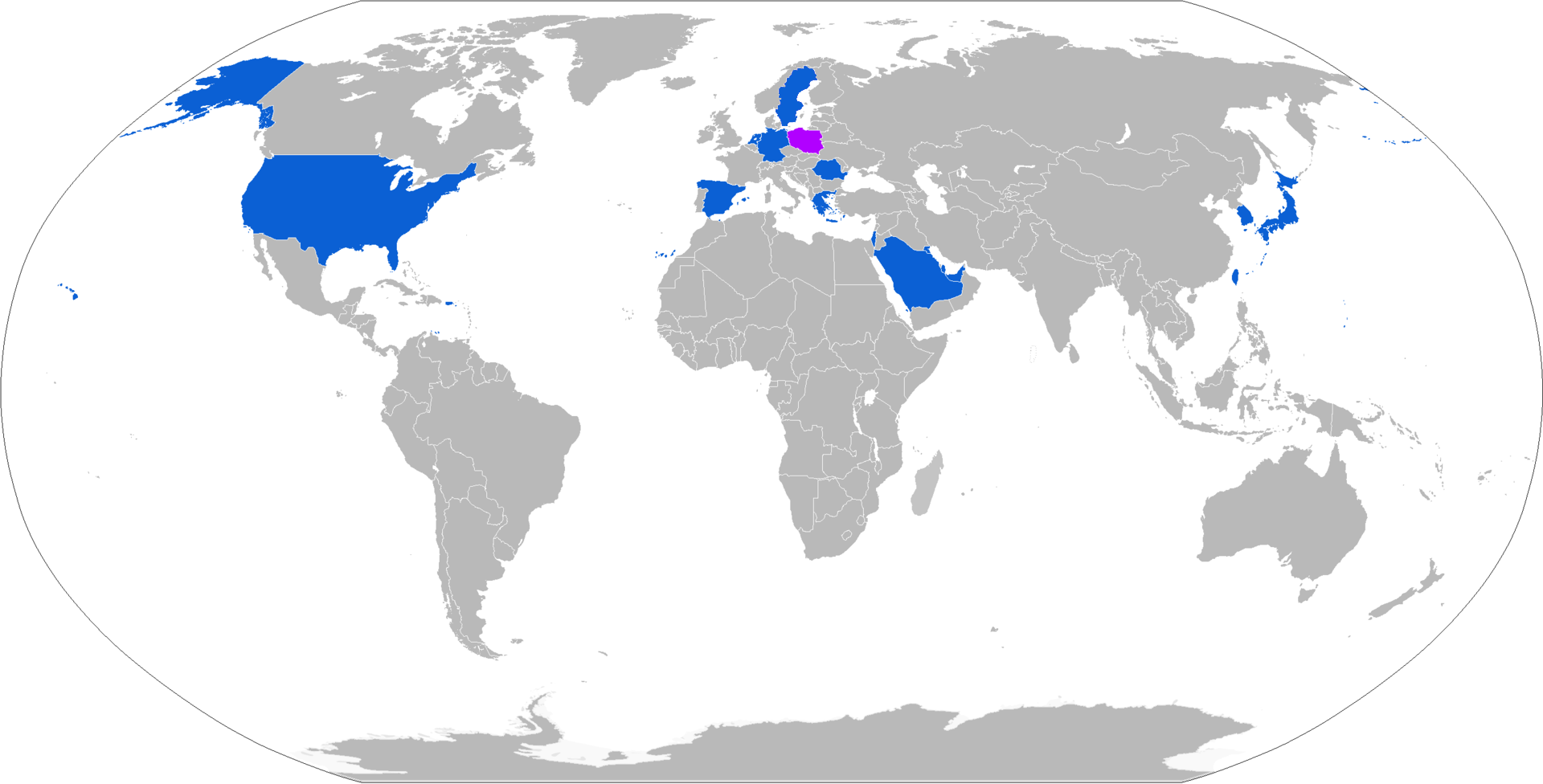
파랑색이 패트리어트 미사일 사용국.

- 대한민국
- 대만
- 아랍에미리트
- 이스라엘
- 쿠웨이트
- 요르단
- 폴란드
- 사우디아라비아
- 루마니아
- 스웨덴
- 스페인
- 이집트
- 미국
- 그리스
- 독일
- 이탈리아
- 일본
- 우크라이나

## 대한민국의 현황
SAM-X사업은 한국의 나이키 지대공 미사일(SAM) 대체하기 위한 도입 사업이다. 한국은 16개 포대가 사용할 수 있는 발사대 128기가 있는 미국 레이시온 사의 MIM-104F Patriot PAC-3(Erint) 지대공 미사일을 도입하려 했지만 IMF 여파로 국방예산이 축소되어 도입하지 못하였다.
그러다가 독일 연방군이 군비 축소를 이유로 강제 도태시켜 보관중이였던 중고 MIM-104C Patriot PAC-2(Erint) 지대공 미사일 시스템을 2006년에 도입하여 배치하였고 2012년에 PAC-3/conf.2으로 업그레이드 하여 운용중이다.
독일 연방군의 MIM-104F Patriot PAC-3(Gem-t) 지대공 미사일은 자국제 MAN AG 사의 트럭에 탑재하여 운용하고 있으며 대대 통제장비는 독일의 독자적인 암호화 체계를 적용해 최대 6개 포대까지 통제할 수 있다. 미국제와는 달리 30분 이내로 철수 / 배치가 가능하다.

### PAC-3/conf.1
2010년 한국은 독일 중고 패트리어트 2개 대대, 8개 포대를 도입했다. 미국은 1개 포대의 발사차량이 8대인데, 독일은 6대이다. 발사차량에는 900 kg 미사일 4발이 장착된다.

### PAC-3/conf.2
2012년 7,600억원을 들여서 PAC-3/conf.2로 업그레이드했다. PAC-2 ATM을 PAC-2 GEM/T로 개량한 것이다. 스커드 노동 미사일 요격 기능이 대폭 향상되었다.

### PAC-3/conf.3
2010년 6월 미국 레이시온 사장단이 방한해, 2015년 이후 전세계 패트리어트 시스템 92%가 PAC-3/conf.3로 바뀌며, PAC-3/conf.2의 부품 공급은 중단될 예정이라면서, 한국에 업그레이드를 요청했다.
패트리어트 시스템은 명칭에 혼동이 있는데, PAC-3/conf.1,2,3은 보통 PAC-2라고 부르는 900 kg 미사일 시스템이다. 320 kg 에린트 미사일을 사용해 보통 PAC-3라고 부르는 것과 자주 혼동을 일으킨다.
PAC-3/conf.3 업그레이드의 핵심은 에린트 미사일 구매는 아니고, AN/MPQ-53 레이다를 AN/MPQ-65 레이다로 교체하는 것이 핵심이다. 8개 포대의 8대 레이다를 교체하는데 8,000억원이 든다. AN/MPQ-65 레이다는 에린트 미사일을 사용할 수 있다. 따라서 보통 에린트 미사일도 함께 구매하는데, 백여발에 5천억원이다.
2015년 2월 30일, 한국 정부는 PAC-3/conf.3 업그레이드를 승인했다. 1조 6,000억원을 들여 2020년까지 사업이 진행되며, 134발의 에린트 미사일 구매도 포함된다. 기존 PAC-2 GEM/T 미사일과 에린트 미사일이 함께 사용될 계획이다.
2020년 12월, 기존 일정보다 약 1년 빠르게 PAC-3/conf.3 개량사업이 완료되었다. 방위사업청은 개량사업 완료 소식과 함께 2018년 3월 5일에 실시된 PAC-3 에린트 미사일 실제사격 사진을 공개하였다.

## 같이 보기
- S-300P Grumble, S-300V Gladiator : 러시아판 패트리어트
- S-400 Triumf
- KM-SAM : 러시아제 S-400 기술을 이용해 만든 한국산 지대공 미사일
- HQ-9 : 중국판 패트리어트
- 아스터 미사일 : 유럽판 패트리어트
- SAM-X: 한국의 미국산 패트리어트 도입사업
- FROG-7 - 대한민국 공군에 따르면 북한이 휴전선 인근에서 발사한 프로그 미사일은 2분 내에 수도권에 도달하기 때문에, 2분 13초 정도의 요격시간을 요구하는 MIM-104E Patriot PAC-2 (GEM) 로는 요격할 수 없다.
- NMD
- 미사일 목록